# ザビアー・ルーカス
ザビアー・ルーカス（Xavier Lucas、1980年8月25日 - ）は、南アフリカ共和国の男性総合格闘家。クワズール・ナタール州ダーバン出身。オーストラリア・西オーストラリア州在住。Mach 1所属。元修斗環太平洋ミドル級王者。

## 来歴
2007年5月26日、オーストラリアでプロデビュー。
2007年11月23日、オーストラリアでの修斗公式戦で屋宮ハント（大宮ハント）と対戦し、TKO勝ちを収めた。
2008年3月16日、オーストラリアでの修斗公式戦で奥野泰舗と対戦し、判定ドロー。
2008年6月15日、オーストラリアでの修斗公式戦で杉浦"C坊主"博純と対戦予定であったが、負傷により欠場した。
2008年10月26日、日本初登場となった「SHOOTO GIG CENTRAL Vol.16」の修斗環太平洋ミドル級（-76kg）王座決定戦で新美吉太郎と対戦し、2-0の判定勝ちを収め王座獲得に成功した。
2009年9月22日、修斗環太平洋ミドル級チャンピオンシップで山崎昭博の挑戦を受け、3-0の判定勝ちを収め王座の初防衛に成功した。
2010年1月28日、引退を表明し、修斗環太平洋ミドル級王座を返上した。
2010年11月5日、復帰戦となったXtreme MMA 3の世界ミドル級王座決定戦で佐々木有生と対戦し、パンチによるKO勝ちを収め王座獲得に成功した。

## 戦績
| 総合格闘技 戦績 | 総合格闘技 戦績 | 総合格闘技 戦績 | 総合格闘技 戦績 | 総合格闘技 戦績 | 総合格闘技 戦績 | 総合格闘技 戦績 |
| --------------- | --------------- | --------------- | --------------- | --------------- | --------------- | --------------- |
| 10 試合         | (T)KO           | 一本            | 判定            | その他          | 引き分け        | 無効試合        |
| 8 勝            | 4               | 1               | 3               | 0               | 1               | 0               |
| 1 敗            | 1               | 0               | 0               | 0               | 1               | 0               |

| 勝敗 | 対戦相手           | 試合結果                  | 大会名                                                                    | 開催年月日     |
| ○    | 佐々木有生         | 5R KO（パンチ）           | Xtreme MMA 3 【XMMA世界ミドル級王座決定戦】                               | 2010年11月5日  |
| ○    | 山崎昭博           | 5分3R終了 判定3-0         | 修斗 REVOLUTIONARY EXCHANGES 2 【修斗環太平洋ミドル級チャンピオンシップ】 | 2009年9月22日  |
| ○    | マット・ケイン     | 5分3R終了 判定3-0         | Shooto Australia: Superfight Australia 5                                  | 2008年11月30日 |
| ○    | 新美吉太郎         | 5分3R終了 判定2-0         | 修斗 SHOOTO GIG CENTRAL Vol.16 【修斗環太平洋ミドル級王座決定戦】         | 2008年10月26日 |
| ×    | シェイン・ニックス | 2R 4:18 TKO（パンチ連打） | Cage Fighting Championships 4                                             | 2008年5月23日  |
| ○    | イアン・ボーン     | 1R 1:13 TKO（パンチ連打） | Warriors Realm 13                                                         | 2008年4月19日  |
| △    | 奥野泰舗           | 5分2R終了 判定            | SHOOTO III MMA & Professional Boxing                                      | 2008年3月16日  |
| ○    | 屋宮ハント         | 2R TKO（パンチ連打）      | SHOOTO II MMA & Professional Boxing                                       | 2007年11月23日 |
| ○    | ロス・マクラウド   | 1R 1:45 KO（パンチ連打）  | Cage Fighting Championships 1                                             | 2007年7月27日  |
| ○    | セオ・ツサカラキス | 2R 1:52 フロントチョーク  | Shooto Australia: Superfight Australia 1                                  | 2007年5月26日  |

## 獲得タイトル
- 第2代修斗環太平洋ミドル級王座（2008年）
- XMMA世界ミドル級王座（2010年）